# أحمد عتمان
أحمد عتمان (1945 - 15 أغسطس 2013) أكاديمي ومترجم مصري. حصل على ليسانس الآداب من قسم الدراسات اليونانية واللاتينية من كلية الآداب في جامعة القاهرة. وترجم العديد من الكتب اليونانية وكرمته دولة اليونان تقديرا لجهوده، واختارته سفيراً للحضارة اليونانية. أسس وترأس الجمعية المصرية للدراسات اليونانية والرومانية وأصيح ممثلها الرسمي لدى الاتحاد الدولي للجمعيات.

## السيرة الذاتية
ولد أحمد عتمان في بلدة بني عتمان ببني سوبف في مصر، ودرس الثانوية في مدرسة النيل الثانوية ببلدته وحاز على الترتيب العاشر على مستوى الجمهورية المصرية في عام 1961. كان أحمد عتمان في العشرين من عمره عندما حصل على البكالوريوس في الكلاسيكيات من جامعة القاهرة وبعدها حصل على شهادة الدكتوراه من جامعة أثينا عام 1974 بتقدير ممتاز ثم بدأ يعمل معيداً بكلية الآداب في جامعة القاهرة عام 1965، ثم عُين مدرساً بنفس الكلية، ثم أستاذاً مساعداً بنفس الكلية، وعمل أستاذاً منذ عام 1986، ورئيساً لنفس القسم من عام 1989-1994 و1997-2000. وكان أستاذ الأدب المقارن، ورئيس الجمعية المصرية للأدب المقارن، وعضو شرف في جامعة (البرناسوس) الأدبية اليونانية.كما كان مستشار وزير التعليم لشؤون مكتبة الإسكندرية من 1989-1992.
وقد استغرق ست سنوات لترجمة الإلياذة ملحمة هوميروس الشهيرة بمعاونة آخرين، وكانت هذه المرة الأولى التي يترجم فيها عمل هوميروس إلى العربية نقلا عن النص اليوناني مباشرة، وترجم غيرها العديد من الأعمال اليونانية مثل هوميروس وسوفوكليس ويوربيدوس. كما ساهم في ترجمة معاني القرآن وترجم بعض من الأدب العربي إلى اللغة اليونانية كرواية بداية ونهاية للأديب نجيب محفوظ. وكان له العديد من الأبحاث والمؤلفات التي أعادت النظر في الكثير من مفاهيم الأدب وعلاقته بالتاريخ والمؤرخين، مثل كتابه الأدب اللاتيني ودوره الحضاري، ودراسته الشهيرة حول شخصية كليوباترا من خلال فن بلوتارخوس وشكسبير وأحمد شوقي، وكان عاشقاً للمسرح والدراسات المسرحية، فاشترك في ترجمة الاينيادة لفرجيليوس، ومسرحية السحب الشهيرة لاريستوفانيس ومن أبرز مؤلفاته: قناع البريختية والشيوعية دراسة في المسرح الملحمي.

## الجوائز
حاز الدكتور أحمد عتمان على العديد من الجوائز منها:
- جائزة الدولة التشجيعية في الترجمة عام 1973 عن ترجمة ملحمة الإنيادة لفرجيليوس إلى العربية عن اللغة اللاتينية (مع آخرين)
- جائزة كفافيس الدولية عام 1991 عن ترجمة (بداية ونهاية) لنجيب محفوظ إلى اليونانية الحديثة
- جائزة أفضل كتاب مترجم عن (أثينا السوداء) عام 1998
- درع المجلس الأعلى للثقافة عن ترجمة (الإلياذة) لهوميروس عام 2004
- جائزة نجيب محفوظ في الإبداع الأدبى لجائزة الجامعة التقديرية عام 2005
- جائزة جامعة القاهرة للتميز في الانسانيات عام 2010
- شهادة تقدير وإختياره سفيراً للهيللينية عام 2010 .
- وكُرم في فبراير 2013 من (أوراق كلاسيكية) بوصفه «رائد الكلاسيكيات في العالم العربي بلا منازع».

## الكتب
- تاريخ قبرص: جزيرة الجمال والألم منذ القدم وإلى اليوم، 1977 (ردمك: 9772232782)
- الشعر الإغريفي تراثا إنسانيا وعالميا، المجلس الوطني للثقافة والفنون والآداب - الكويت، 1984[6]
- الأدب اللاتيني ودوره الحضاري، المجلس الوطني للثقافة والفنون والآداب، 1989.[7]
- الحكيم لا يمشي في الزفة، عالم الكتاب، 1988 [8]
- حسناء في سجن سقراط، دار الثقافة للنشر والتوزيع، 2004
- المنجز العربي الإسلامي في الترجمة وحوار الثقافات من بغداد إلى طليطلة ، الهيئة المصرية العامة للكتاب، 2013 (ردمك: 9789774484032)
- زفاف عروس المكتبات، الهيئة العامة لقصور الثقافة، 2001
- التأملات، رؤية للنشر والتوزيع، 2009 (ردمك: 9780140449334)